# Todtnau
Todtnau là một đô thị trong huyện Lörrach bang Baden-Württemberg thuộc nước Đức. Đô thị Todtnau có diện tích 69,6 km², dân số là 5.053 người.